# The Collection (álbum)
The Collection es un álbum recopilatorio por el músico británico David Bowie. Contiene una canción por cada álbum de estudio publicado por Bowie, desde David Bowie (1969) hasta Scary Monsters (and Super Creeps) (1980) con la excepción del álbum de versiones Pin Ups (1973). Esta compilación omite en los éxitos y se enfoca en las canciones menos conocidas de los álbumes.

## Lista de canciones
| Lista de canciones de The Collection |                                        |                                         |          |  |
| N.º                                  | Título                                 | Lanzamiento original                    | Duración |  |
| 1.                                   | «Unwashed and Somewhat Slightly Dazed» | David Bowie, 1969                       | 6:19     |  |
| 2.                                   | «The Width of a Circle»                | The Man Who Sold the World, 1970        | 8:12     |  |
| 3.                                   | «Andy Warhol»                          | Hunky Dory, 1971                        | 3:54     |  |
| 4.                                   | «Soul Love»                            | Ziggy Stardust, 1972                    | 3:34     |  |
| 5.                                   | «Cracked Actor»                        | Aladdin Sane, 1973                      | 3:01     |  |
| 6.                                   | «Sweet Thing»                          | Diamond Dogs, 1974                      | 3:39     |  |
| 7.                                   | «Somebody Up There Likes Me»           | Young Americans, 1975                   | 6:36     |  |
| 8.                                   | «Word on a Wing»                       | Station to Station, 1976                | 6:04     |  |
| 9.                                   | «Always Crashing in the Same Car»      | Low, 1977                               | 3:35     |  |
| 10.                                  | «Beauty and the Beast»                 | “Heroes”, 1977                          | 3:36     |  |
| 11.                                  | «Repetition»                           | Lodger, 1979                            | 3:00     |  |
| 12.                                  | «Teenage Wildlife»                     | Scary Monsters (and Super Creeps), 1980 | 6:58     |  |